# UN-Seerechtsübereinkommen

Internationaler Seegerichtshof

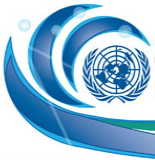
Kommission zur Begrenzung des Festlandsockels

Das UN-Seerechtsübereinkommen (SRÜ, auch „Seerechtsübereinkommen der Vereinten Nationen“, englisch United Nations Convention on the Law of the Sea, UNCLOS) ist ein internationales Abkommen des Seevölkerrechts, das alle Nutzungsarten der Meere regeln soll. Es wurde am 10. Dezember 1982 in Montego Bay (Jamaika) geschlossen und trat am 16. November 1994, ein Jahr nach Hinterlegung der 60. Ratifikationsurkunde, in Kraft. Das Abkommen ist auch als „UNCLOS III“ bekannt. Die UN-Seerechtskonferenz dauerte von 1973 bis 1982 und war die dritte ihrer Art. Die Konferenzen zuvor werden als „UNCLOS I“ und „UNCLOS II“ bezeichnet.
Das Übereinkommen fasst das vorher geltende, in den Genfer Seerechtskonventionen kodifizierte Seerecht zusammen, legt die vorher umstrittene Breite des Küstenmeeres und seiner Anschlusszone fest und entwickelt die Regelungen zum Festlandsockel fort. Es führt die ausschließliche Wirtschaftszone mit besonderen Rechten der Küstenstaaten, ein internationales Regime des Meeresbodens und seines Untergrundes jenseits der Grenzen des Festlandsockels sowie die Archipelgewässer neu ein. Außerdem werden Schutz und Erhaltung der Meeresumwelt, die wissenschaftliche Meeresforschung sowie Entwicklung und Weitergabe von Meerestechnologie geregelt. Dabei stützt sich das Übereinkommen neben dem älteren Grundsatz der Freiheit der Meere auf den neu eingeführten Grundsatz des gemeinsamen Erbes der Menschheit.
Mit dem Übereinkommen wurden mehrere internationale Institutionen geschaffen:
- Internationaler Seegerichtshof (ISGH) mit Sitz in Hamburg
- Internationale Meeresbodenbehörde (ISA) mit Sitz in Kingston
- Kommission zur Begrenzung des Festlandsockels, Zusammentreten in der Regel in New York

Zum Seerechtsübereinkommen wurden bisher vier Zusatzübereinkommen vereinbart:
- Übereinkommen vom 28. Juli 1994 zur Durchführung des Teiles XI des Seerechtsübereinkommens der Vereinten Nationen vom 10. Dezember 1982.[2]
- Übereinkommen vom 4. Dezember 1995 zur Durchführung der Bestimmungen des Seerechtsübereinkommens der Vereinten Nationen vom 10. Dezember 1982 in Bezug auf die Erhaltung und Bewirtschaftung gebietsübergreifender Fischbestände und weit wandernder Fischbestände.
- Übereinkommen vom 24. Februar 2012 über die Erhaltung und Bewirtschaftung der Fischereiressourcen der Hohen See im Südpazifik.[3]
- Übereinkommen vom 4. März 2023 in Bezug auf das Seerechtsübereinkommen der Vereinten Nationen vom 10. Dezember 1982 über die Erhaltung und nachhaltige Nutzung der biologischen Diversität des Meeres in Bereichen außerhalb nationaler Jurisdiktionen.[4]

## Geschichte
Eine vertragliche Regelung des internationalen Seerechts wurde notwendig, nachdem einige Staaten die alte gewohnheitsrechtliche Regel aus dem 17. Jahrhundert, welche die nationalen Küstengewässer auf eine Breite von drei Seemeilen (etwa 6 km) begrenzt, nicht mehr anerkannten. Die seewärtigen Gebiete jenseits dieser Küstengewässer wurden damals als „internationale Gewässer“ angesehen.
Einige Staaten beanspruchten eine erweiterte Zone, um Fischbestände zu schützen oder Rohstoffe in dem Gebiet auszubeuten. Auf einer ersten Konferenz im niederländischen Den Haag vom 13. März bis zum 12. April 1930 berieten sich 47 Länder, konnten sich aber auf keinen Vorschlag einigen.  Die Vereinigten Staaten unter Präsident Truman erweiterten ihre Zone 1945 bis zum Kontinentalschelf. Andere Länder folgten diesem Beispiel und erweiterten ihre Küstengewässer, im Fall von Chile, Ecuador und Peru beispielsweise auf 200 Seemeilen. Bis 1960 behielten von 103 Staaten 26 die alte Dreimeilenzone bei, 16 beanspruchten eine doppelte Zone von sechs Seemeilen, 34 einen zwölf Seemeilen breiten Meeresstreifen und neun Staaten darüber hinausreichende Küstengewässer.
UNCLOS I, die erste von drei Konferenzen zur Klärung offener seerechtlicher Fragen, fand ab 1956 mit Unterhändlern von 86 Staaten im schweizerischen Genf statt. Die Konferenz führte 1958 zu vier Verträgen, die als Genfer Seerechtskonventionen bezeichnet werden. UNCLOS II im Jahr 1960, auf der insbesondere die bislang offene Frage der Breite des Küstenmeeres geklärt werden sollte, blieb ohne Ergebnis. UNCLOS III wurde 1973 in New York eröffnet und fand erst mit Unterzeichnung des SRÜ am 10. Dezember 1982 ihren Abschluss; mehr als 160 Staaten haben die Konvention bisher ratifiziert.
Zu den Staaten, die dem Seerechtsübereinkommen nicht beigetreten sind, zählen unter anderem die Vereinigten Staaten. Allerdings können die Bestimmungen des SRÜ auch für sie als geltendes Völkergewohnheitsrecht angesehen werden.

## Inhalt

Seerechtliche Zonen wie sie im Seerechtsübereinkommen definiert sind.
Quelle: Meeresatlas 2017 – Daten und Fakten über unseren Umgang mit dem Ozean

Das SRÜ gliedert sich in 17 Teile mit 320 Artikeln und 9 Anlagen. Ausgehend von der Küstenlinie legt das SRÜ verschiedene, teils sich überschneidende Zonen für die Ausübung der Hoheitsgewalt fest. Dabei nimmt mit der Entfernung von der Küste die Kontrolle des Küstenstaates ab. Sie reicht von voller territorialer Souveränität (Innere Gewässer) über eingeschränkte „aquitoriale“ Souveränität (Küstenmeer) bis zur funktional begrenzten Hoheitsmacht (Ausschließliche Wirtschaftszone, AWZ und Festlandsockel). Bemessungsgrundlage der jeweiligen Meereszonen ist die sogenannte Basislinie.

### Teil I Einleitung  (Art. 1)
Art. 1 SRÜ enthält Begriffsbestimmungen und den Geltungsbereich des Übereinkommens für die Vertragsstaaten.

### Teil II Küstenmeer und Anschlusszone (Art. 2 bis 33)
Das Küstenmeer, auch als Territorial- oder Hoheitsgewässer bezeichnet, ist das Gebiet, das sich bis maximal zwölf Seemeilen (22,2 km) von der Basislinie (in der Regel die Niedrigwasserlinie, es sind aber auch gerade Basislinien möglich) erstreckt. Dem Staat stehen in seinem Küstenmeer sämtliche Hoheitsbefugnisse zur Verfügung. Die Zwölf-Seemeilen-Zone wurde im Seerechtsübereinkommen der UN in Artikel 3 definiert. In den meisten Staaten löst sie die früher übliche Drei-Meilen-Zone (5,56 km) ab.
In der an das Küstenmeer angrenzenden Anschlusszone, die von der Basislinie maximal 24 Seemeilen (44,4 km) betragen darf, kann der Staat die erforderliche Kontrolle ausüben, um Verstöße gegen seine Zoll-, Gesundheits- und Einreisevorschriften zu verhindern, oder Verstöße, die bereits in seinem Hoheitsgebiet oder Küstenmeer begangen wurden, zu ahnden.
Gem. Art. 17 SRÜ genießen die Schiffe aller Staaten, ob Küsten- oder Binnenstaaten, das Recht der friedlichen Durchfahrt durch das Küstenmeer.

### Teil III Meerengen, die der internationalen Schifffahrt dienen (Art. 34 bis 45)
In Meerengen, die der internationalen Schifffahrt dienen, genießen alle Schiffe und Luftfahrzeuge das Recht der Transitdurchfahrt, die nicht behindert werden darf (Art. 38 SRÜ).

### Teil IV Archipelstaaten (Art. 46 bis 54)
Die Souveränität eines Staats, der vollständig aus einem oder mehreren Archipelen und gegebenenfalls anderen Inseln besteht (Archipelstaat) erstreckt sich auf die Gewässer, die von den gezogenen Archipelbasislinien umschlossen sind; sie werden unabhängig von ihrer Tiefe oder ihrer Entfernung von der Küste als Archipelgewässer bezeichnet (Art. 49 SRÜ).

### Teil V Ausschließliche Wirtschaftszone (Art. 55 bis 75)
In der Ausschließlichen Wirtschaftszone (AWZ) kann der Staat bis zu einer Ausdehnung von 200 Seemeilen (370,4 km) ausschließlich über die natürlichen Ressourcen, also Meeresbewohner und Bodenschätze, verfügen und wirtschaftliche Nutzungen steuern. Es bestehen darüber hinaus jedoch keine Rechte, die sich aus der Souveränität des Staates ergeben. Hoheitliche Befugnisse können daher nur im geringen Maße ausgeübt werden. Die häufigsten seevölkerrechtlichen Streitigkeiten beziehen sich auf die Nutzung der Wirtschaftszone.

### Teil VI Festlandsockel (Art. 76 bis 85)
Der rechtliche Festlandsockel ist nicht unbedingt deckungsgleich mit dem geologischen Kontinentalschelf. Er erstreckt sich mindestens bis 200 Seemeilen von der Basislinie. Nach einer komplexen, im Seerechtsübereinkommen festgelegten Formel kann seine Grenze bis zu 350 Seemeilen von der Basislinie liegen, im Einzelfall noch darüber hinaus (100 Seemeilen von der 2500-Meter-Wassertiefenlinie). Jenseits des Festlandsockels liegt der internationale Meeresboden. Der Abbau von Ressourcen des Meeresbodens ist allein dem Staat vorbehalten. Der Festlandsockel verändert den Status der über ihm liegenden Gewässer nicht.

### Teil VII Hohe See (Art. 86 bis 120)
Als Hohe See bezeichnet das Übereinkommen in Art. 86 alle Teile des Meeres, die nicht zur ausschließlichen Wirtschaftszone, zum Küstenmeer oder zu den inneren Gewässern eines Staates oder zu den Archipelgewässern eines Archipelstaats gehören, nach einer Resolution der Vereinten Nationen zum Seerechtsübereinkommen vom 24. Dezember 2017 auch areas beyond national jurisdiction (ABNJ). Gem. Art. 89 darf kein Staat den Anspruch erheben, irgendeinen Teil der Hohen See seiner Souveränität zu unterstellen. Die Hohe See steht vielmehr allen Staaten, ob Küsten- oder Binnenstaaten, offen und wird gemäß den Bedingungen des Seerechts-Übereinkommens und den sonstigen Regeln des Völkerrechts ausgeübt (Art. 87).
Alle Staaten arbeiten in größtmöglichem Masse zusammen, um die Seeräuberei auf Hoher See oder an jedem anderen Ort zu bekämpfen, der keiner staatlichen Hoheitsgewalt untersteht (Art. 100 SRÜ).
Das Gebiet und seine Ressourcen sind nach einer Erklärung der Vereinten Nationen von 1970 „gemeinsames Erbe der Menschheit“ (Common Heritage of Mankind). Sie unterliegen der Verwaltung durch die Internationale Meeresbodenbehörde.
Am 4. März 2023 einigten sich die UN-Mitgliedstaaten auf Grundlage des Seerechtsabkommens auf ein Hochseeabkommen zum Schutz der biologischen Vielfalt erstmals im Bereich der Hohen See.

### Teil VIII Ordnung der Inseln (Art. 121)
Das Küstenmeer, die Anschlusszone, die ausschließliche Wirtschaftszone und der Festlandsockel einer Insel bestimmen sich grundsätzlich nach den für andere Landgebiete geltenden Bestimmungen des SRÜ (Art. 121 SRÜ).

### Teil IX Umschlossene oder halbumschlossene Meere (Art. 122 bis 123)
Die Anliegerstaaten eines umschlossenen oder halbumschlossenen Meeres (Meerbusen und Binnenmeere) sollen bei der Ausübung ihrer Rechte und der Erfüllung ihrer Pflichten aus dem SRÜ zusammenarbeiten (Art. 123 SRÜ).

### Teil X Recht der Binnenstaaten auf Zugang zum und vom Meer und Transitfreiheit (Art. 124 bis 132)
Staaten ohne Meeresküste haben das Recht auf Zugang zum und vom Meer zur Ausübung der im SRÜ vorgesehenen Rechte. Zu diesem Zweck genießen sie die Freiheit des Transits durch das Hoheitsgebiet derjenigen Staaten, die zwischen einem Binnenstaat und dem Meer liegen, mit allen Verkehrsmitteln. Die Einzelheiten für die Ausübung der Transitfreiheit sollen zwischen den betreffenden Binnenstaaten und Transitstaaten durch zweiseitige, subregionale oder regionale Übereinkünfte vereinbart werden (Art. 125 SRÜ).

### Teil XI Das Gebiet (Art. 133 bis 191)
„Gebiet“ im Sinne des Übereinkommens bedeutet den Meeresboden und den Meeresuntergrund jenseits der Grenzen des Bereichs nationaler Hoheitsbefugnisse (Art. 1 Abs. 1 Nr. 1 SRÜ).
Das Gebiet und seine Ressourcen sind das gemeinsame Erbe der Menschheit (Art. 136 SRÜ). Es steht allen Staaten, sowohl Küsten- als auch Binnenstaaten, ohne Diskriminierung und unbeschadet der sonstigen Bestimmungen des XI. Teils für eine ausschließlich friedlichen Zwecken dienende Nutzung offen (Art. 141 SRÜ). Ein Konsens, was dies praktisch bedeutet, ist bislang nicht erreicht.
Die Internationale Meeresbodenbehörde, deren Mitglieder ipso facto alle Vertragsstaaten sind, organisiert und überwacht die Tätigkeiten im Gebiet, insbesondere die Verwaltung der festen, flüssigen und gasförmigen mineralischen Ressourcen (Art. 157 SRÜ). Das in Aufbau befindliche Unternehmen (engl. the Enterprise) ist ein Organ der Behörde (Art. 158 Nr. 2 SRÜ), das unmittelbar Tätigkeiten im Gebiet sowie die Beförderung, die Verarbeitung und den Absatz der aus dem Gebiet gewonnenen Mineralien (Meeresbodenbergbau) durchführen soll (Art. 170 Nr. 1 SRÜ). Es besitzt im Rahmen der Völkerrechtspersönlichkeit der Behörde die Rechts- und Geschäftsfähigkeit, die in der in Art. 13 Nr. 2 der in Anlage IV enthaltenen Satzung vorgesehen ist (Art. 170 Nr. 2 SRÜ).

### Teil XII Schutz und Bewahrung der Meeresumwelt (Art. 192 bis 237)
Die Staaten haben zwar das souveräne Recht, ihre natürlichen Ressourcen im Rahmen ihrer Umweltpolitik und in Übereinstimmung mit ihrer Pflicht zum Schutz und zur Bewahrung der Meeresumwelt auszubeuten, sind jedoch auch verpflichtet, die Meeresumwelt zu schützen und zu bewahren.

### Teil XIII Wissenschaftliche Meeresforschung (Art. 238 bis 265)
Alle Staaten – ungeachtet ihrer geographischen Lage – und die zuständigen internationalen Organisationen haben das Recht, wissenschaftliche Meeresforschung zu betreiben (Art. 238 SRÜ) und fördern die internationale Zusammenarbeit bei der wissenschaftlichen Meeresforschung für friedliche Zwecke (Art. 242 SRÜ).

### Teil XIV Entwicklung und Weitergabe von Meerestechnologie (Art. 266 bis 278)
Die Staaten arbeiten unmittelbar oder im Rahmen der zuständigen internationalen Organisationen zusammen, um die Entwicklung und Weitergabe von meereswissenschaftlichen Kenntnissen und von Meerestechnologie aktiv zu fördern (Art. 266 SRÜ) und nehmen dabei Rücksicht auf alle berechtigten Interessen, insbesondere auf die Rechte und Pflichten der Inhaber, Lieferer und Empfänger von Meerestechnologie (Art. 267 SRÜ).

### Teil XV Beilegung von Streitigkeiten (Art. 279 bis 299)
Die Vertragsstaaten legen alle zwischen ihnen entstehenden Streitigkeiten über die Auslegung oder Anwendung des Seerechtsübereinkommens durch friedliche Mittel in Übereinstimmung mit Artikel 2 Absatz 3 der Charta der Vereinten Nationen  bei und bemühen sich zu diesem Zweck um eine Lösung durch die in Artikel 33 Absatz 1 der Charta genannten Mittel.
Mit Inkrafttreten des Seerechtsübereinkommens wurde für die Anwendung des Völkerrechts auf See eine eigenständige Gerichtsbarkeit geschaffen, nämlich der Internationale Seegerichtshof mit Sitz in Hamburg. Er hat seine Arbeit im Jahr 1996 aufgenommen.

### Teil XVI Allgemeine Bestimmungen (Art. 300 bis 304)
Die Vertragsstaaten erfüllen die auf Grund des Übereinkommens übernommenen Verpflichtungen nach Treu und Glauben und üben die in dem Übereinkommen anerkannten Rechte, Hoheitsbefugnisse und Freiheiten in einer Weise aus, die keinen Rechtsmissbrauch darstellt (Art. 300 SRÜ).

### Teil XVII Schlussbestimmungen (Art. 305 bis 320)
Dieses Übereinkommen ist zwölf Monate nach Hinterlegung der sechzigsten Ratifikations- oder Beitrittsurkunde in Kraft getreten (Art. 308 SRÜ). Es hat zwischen den Vertragsstaaten Vorrang vor den Genfer Übereinkommen vom 29. April 1958 über das Seerecht (Art. 311 SRÜ).
Der Generalsekretär der Vereinten Nationen ist Depositar des SRÜ und seiner Änderungen (Art. 319 SRÜ).

### Anlagen I bis IX
1. Weit wandernde Arten
2. Kommission zur Begrenzung des Festlandsockels
3. Grundbedingungen für die Prospektion, Erforschung und Ausbeutung
4. Satzung des Unternehmens
5. Vergleich
6. Statut des internationalen Seegerichtshofs
7. Schiedsverfahren
8. Besonderes Schiedsverfahren
9. Teilnahme internationaler Organisationen

## Vertragsstaaten

ratifiziert
unterzeichnet, aber noch nicht ratifiziert
nicht unterzeichnet

| Beitrittsjahr                               | Staat                              | Beitrittsjahr | Staat                   |
| ------------------------------------------- | ---------------------------------- | ------------- | ----------------------- |
| 1982                                        | Fidschi                            | 1996          | Algerien                |
| 1983                                        | Bahamas                            | 1996          | Brunei                  |
| 1983                                        | Belize                             | 1996          | Bulgarien               |
| 1983                                        | Ägypten                            | 1996          | Volksrepublik China     |
| 1983                                        | Ghana                              | 1996          | Tschechien              |
| 1983                                        | Jamaika                            | 1996          | Finnland                |
| 1983                                        | Mexiko                             | 1996          | Frankreich              |
| 1983                                        | Namibia                            | 1996          | Georgien                |
| 1983                                        | Sambia                             | 1996          | Haiti                   |
| 1984                                        | Elfenbeinküste                     | 1996          | Irland                  |
| 1984                                        | Kuba                               | 1996          | Japan                   |
| 1984                                        | Gambia                             | 1996          | Südkorea                |
| 1984                                        | Philippinen                        | 1996          | Saudi-Arabien           |
| 1984                                        | Senegal                            | 1996          | Malaysia                |
| 1985                                        | Bahrain                            | 1996          | Mongolei                |
| 1985                                        | Kamerun                            | 1996          | Monaco                  |
| 1985                                        | Guinea                             | 1996          | Mauretanien             |
| 1985                                        | Irak                               | 1996          | Myanmar                 |
| 1985                                        | Island                             | 1996          | Niederlande             |
| 1985                                        | St. Lucia                          | 1996          | Norwegen                |
| 1985                                        | Mali                               | 1996          | Nauru                   |
| 1985                                        | Sudan                              | 1996          | Neuseeland              |
| 1985                                        | Tansania                           | 1996          | Panama                  |
| 1985                                        | Togo                               | 1996          | Palau                   |
| 1985                                        | Tunesien                           | 1996          | Rumänien                |
| 1986                                        | Guinea-Bissau                      | 1996          | Slowakei                |
| 1986                                        | Indonesien                         | 1996          | Schweden                |
| 1986                                        | Kuwait                             | 1997          | Benin                   |
| 1986                                        | Nigeria                            | 1997          | Chile                   |
| 1986                                        | Paraguay                           | 1997          | Spanien                 |
| 1986                                        | Trinidad und Tobago                | 1997          | Vereinigtes Königreich  |
| 1987                                        | Kap Verde                          | 1997          | Äquatorialguinea        |
| 1987                                        | São Tomé und Príncipe              | 1997          | Guatemala               |
| 1987                                        | Jemen                              | 1997          | Mosambik                |
| 1988                                        | Brasilien                          | 1997          | Pakistan                |
| 1988                                        | Zypern                             | 1997          | Papua-Neuguinea         |
| 1989                                        | Antigua und Barbuda                | 1997          | Portugal                |
| 1989                                        | Demokratische Republik Kongo       | 1997          | Südafrika               |
| 1989                                        | Kenia                              | 1997          | Russland                |
| 1989                                        | Oman                               | 1997          | Salomonen               |
| 1989                                        | Somalia                            | 1998          | Belgien                 |
| 1990                                        | Angola                             | 1998          | EG                      |
| 1990                                        | Botswana                           | 1998          | Gabun                   |
| 1990                                        | Uganda                             | 1998          | Laos                    |
| 1991                                        | Dschibuti                          | 1998          | Nepal                   |
| 1991                                        | Dominica                           | 1998          | Polen                   |
| 1991                                        | Föderierte Staaten von Mikronesien | 1998          | Suriname                |
| 1991                                        | Grenada                            | 1999          | Ukraine                 |
| 1991                                        | Marshallinseln                     | 1999          | Vanuatu                 |
| 1991                                        | Seychellen                         | 2000          | Luxemburg               |
| 1992                                        | Costa Rica                         | 2000          | Malediven               |
| 1992                                        | Uruguay                            | 2000          | Nicaragua               |
| 1993                                        | Barbados                           | 2001          | Bangladesch             |
| 1993                                        | Guyana                             | 2001          | Madagaskar              |
| 1993                                        | Honduras                           | 2001          | Serbien                 |
| 1993                                        | Malta                              | 2002          | Armenien                |
| 1993                                        | St. Kitts und Nevis                | 2002          | Ungarn                  |
| 1993                                        | St. Vincent und die Grenadinen     | 2002          | Katar                   |
| 1993                                        | Simbabwe                           | 2002          | Tuvalu                  |
| 1994                                        | Australien                         | 2003          | Albanien                |
| 1994                                        | Bosnien und Herzegowina            | 2003          | Kanada                  |
| 1994                                        | Komoren                            | 2003          | Kiribati                |
| 1994                                        | Deutschland                        | 2003          | Litauen                 |
| 1994                                        | Nordmazedonien                     | 2004          | Dänemark                |
| 1994                                        | Mauritius                          | 2004          | Lettland                |
| 1994                                        | Singapur                           | 2005          | Burkina Faso            |
| 1994                                        | Sierra Leone                       | 2005          | Estland                 |
| 1994                                        | Sri Lanka                          | 2006          | Belarus                 |
| 1994                                        | Vietnam                            | 2006          | Niue                    |
| 1995                                        | Argentinien                        | 2006          | Montenegro              |
| 1995                                        | Österreich                         | 2007          | Moldau                  |
| 1995                                        | Bolivien                           | 2007          | Marokko                 |
| 1995                                        | Cookinseln                         | 2007          | Lesotho                 |
| 1995                                        | Kroatien                           | 2008          | Republik Kongo          |
| 1995                                        | Griechenland                       | 2008          | Liberia                 |
| 1995                                        | Indien                             | 2009          | Schweiz                 |
| 1995                                        | Italien                            | 2009          | Dominikanische Republik |
| 1995                                        | Jordanien                          | 2009          | Tschad                  |
| 1995                                        | Libanon                            | 2010          | Malawi                  |
| 1995                                        | Samoa                              | 2011          | Thailand                |
| 1995                                        | Slowenien                          | 2012          | Ecuador                 |
| 1995                                        | Tonga                              | 2012          | Eswatini                |
| 1995                                        |                                    | 2013          | Osttimor                |
| 1995                                        | Niger                              | 2013          |                         |
| 1995                                        |                                    | 2015          | Palästina               |
| 1995                                        |                                    | 2016          | Aserbaidschan           |
| 1995                                        |                                    | 2023          | Ruanda                  |
|                                             |                                    | 2024          | San Marino              |
| Insgesamt 170 Staaten; Stand: 23. Juli 2024 |                                    |               |                         |

## Beteiligung Internationaler Organisationen
Das SRÜ sieht neben der Beteiligung von Staaten ausdrücklich auch die Möglichkeit der Beteiligung Internationaler Organisationen vor. Diese Möglichkeit wurde auf die Europäische Gemeinschaft zugeschnitten, welche hiervon auch Gebrauch gemacht hat. Da sich die Regelungen des Seerechtsübereinkommens auf Materien erstrecken, die die Mitgliedstaaten der EG teilweise auf diese übertragen haben, haben sowohl die EG als auch die Mitgliedstaaten jeweils entsprechend ohne Vertragsschlusskompetenz gehandelt; das SRÜ wird daher insoweit auch als „Mixed Agreement“ bezeichnet.